# Kaneelpieper
De kaneelpieper (Anthus cinnamomeus) is een zangvogelsoort uit de familie piepers en kwikstaarten. Deze soort wordt ook wel beschouwd als een ondersoort van de grote pieper.

## Verspreiding en leefgebied
De kaneelpieper komt voor in graslanden en akkers van Zuidelijk, Midden- en Oost-Afrika ten zuidoosten van de lijn Angola door het Kongogebied tot Soedan. De vogel wordt echter ook aangetroffen in het zuidwesten van het Arabisch Schiereiland. Een geïsoleerde populatie in de hooglanden van Kameroen wordt soms als aparte soort Anthus camaroonensis opgevat.
De soort telt 15 ondersoorten:
- A. c. lynesi: van zuidoostelijk Nigeria en Kameroen tot westelijk Soedan.
- A. c. camaroonensis: Mount Manenguba en Mount Cameroon.
- A. c. stabilis: centraal en zuidoostelijk Soedan.
- A. c. cinnamomeus: westelijk en zuidoostelijk Ethiopië.
- A. c. eximius: zuidwestelijk Arabië.
- A. c. annae: van Eritrea tot Somalië en noordoostelijk Tanzania.
- A. c. itombwensis: oostelijk Congo-Kinshasa.
- A. c. lacuum: van zuidoostelijk Oeganda en westelijk, centraal en zuidelijk Kenia tot centraal Tanzania.
- A. c. winterbottomi: noordoostelijk Zambia, zuidelijk Tanzania, noordelijk Malawi en noordwestelijk Mozambique.
- A. c. lichenya: van Angola tot westelijk Oeganda, oostelijk Zambia en centraal Malawi tot Zimbabwe.
- A. c. spurium: van noordoostelijk Namibië tot zuidelijk Mozambique.
- A. c. bocagii: van westelijk Angola tot noordwestelijk Zuid-Afrika.
- A. c. grotei: noordelijk Namibië en noordelijk Botswana.
- A. c. rufuloides: Zuid-Afrika (behalve het noordwesten).
- A. c. latistriatus: centraal Zuid-Afrika.

## Status
De soort staat als niet bedreigd op de Rode Lijst van de IUCN.